# سادي ميلر
سادي ميلر (بالإنجليزية: Sadie Miller)‏ هي كاتِبة وممثلة بريطانية، ولدت في 25 فبراير 1985 في هامرسميث في المملكة المتحدة.

## وصلات خارجية
- سادي ميلر على موقع IMDb (الإنجليزية)
- سادي ميلر على موقع قاعدة بيانات الفيلم (الإنجليزية)